# Hodrušská hornatina
Hodrušská hornatina este o arie protejată (arie specială de conservare — SAC, sit de importanță comunitară — SCI) din Slovacia întinsă pe o suprafață de 10.267,74 ha, integral pe uscat.

## Localizare
Centrul sitului Hodrušská hornatina este situat la coordonatele 48°23′25″N 18°40′41″E / 48.390278°N 18.678056°E.

## Înființare
Situl Hodrušská hornatina a fost declarat sit de importanță comunitară în aprilie 2004 pentru a proteja 1 specie de plante și 19 specii de animale. Situl a fost protejat și ca arie specială de conservare în martie 2004.

## Biodiversitate
Situată în ecoregiunea alpină, aria protejată conține 14 habitate naturale: Păduri stepice euro-siberiene cu Quercus spp., Pante stâncoase silicioase cu vegetație casmofită, Grohotișuri silicioase medio-europene, la altitudine înaltă, Fânețe de joasă altitudine (Alopecurus pratensis, Sanguisorba officinalis), Păduri panonice cu Quercus petraea și Carpinus betulus, Păduri panonice cu Quercus pubescens, Roci stâncoase cu vegetație pionieră de Sedo-Scleranthion sau Sedo albi-Veronicion dillenii, Pajiști stepice subpanonice, Pajiști uscate seminaturale și facies de acoperire cu tufișuri pe substraturi calcaroase (Festuco-Brometalia) (* situri importante pentru orhidee), Peșteri inaccesibile publicului, Păduri pe pante, grohotișuri și ravene de Tilio-Acerion, Păduri de fag Luzulo-Fagetum, Păduri aluvionare cu Alnus glutinosa și Fraxinus excelsior (Alno-Padion, Alnion incanae, Salicion albae), Păduri de fag Asperulo-Fagetum.
La baza desemnării sitului se află mai multe specii protejate:
- plante (1): sisinei (Pulsatilla grandis)
- amfibieni (1): izvoraș-cu-burta-galbenă (Bombina variegata)
- mamifere (6): vidră de râu (Lutra lutra), râs eurasiatic (Lynx lynx), liliac cărămiziu (Myotis emarginatus), liliac comun (Myotis myotis), liliacul mare cu potcoavă (Rhinolophus ferrumequinum), liliacul mic cu potcoavă (Rhinolophus hipposideros)
- nevertebrate (11): Carabus variolosus, croitorul mare al stejarului (Cerambyx cerdo), Cucujus cinnaberinus, fluturele de noapte (Eriogaster catax), Euplagia quadripunctaria, Limoniscus violaceus, rădașcă (Lucanus cervus), fluturele purpuriu (Lycaena dispar), Osmoderma eremita, gândacul de apă (Rhysodes sulcatus), Rosalia alpina
- pești (1): boarță (Rhodeus sericeus amarus)

Pe lângă speciile protejate, pe teritoriul sitului au mai fost identificate 34 de specii de plante, 1 specie de amfibieni, 3 specii de nevertebrate, 2 specii de reptile.